# Il pianoro delle ginestre
Il pianoro delle ginestre è un romanzo di Liala, scritto nel 1944.

## Trama
Pietro Battaglia, nonostante le umili origini, ha realizzato il suo sogno dell'adolescenza, quello di entrare nell'aviazione militare; diventerà anche ufficiale pilota, prendendo parte tra l'altro alla prima guerra mondiale. Egli fa la conoscenza di tre donne, Bianca, Grazia ed Elgisa, molto differenti tra loro: ognuna di esse possiede però qualità in grado di farne la compagna di Pietro. Il ricordo di un pianoro di ginestre permetterà al giovane di capire quale può essere per lui la scelta migliore.